# آرتور خاچاتوریان
آرتور خاچاتوریان (انگلیسی: Artur Khachaturyan؛ زادهٔ ۴ اوت ۱۹۹۲) یک بازیکن بسکتبال اهل ارمنستان است.
وی عضو تیم ملی بسکتبال ارمنستان است.